# Giuseppe Rensi
Giuseppe Rensi est un philosophe et avocat italien né à Villafranca di Verona le 31 mai 1871 et décédé à Gênes le 14 février 1941.

## Biographie
Giuseppe Rensi est titulaire de la chaire d'éthique à l'Université de Gênes et est considéré comme un promoteur du relativisme et un partisan de la révolution conservatrice en Italie. 
Il a été socialiste jusqu'en 1911. Dans son tract de 1920, Filosofia dell'autorità, il soutient que, parce que les différentes visions du monde ne peuvent se concilier intellectuellement, il doit y avoir une autorité politique unique soutenue par la force physique dans le but d'établir l'ordre dans la société. En cela, il est d'abord un bailleur de fonds du mouvement fasciste alors naissant. En 1925, cependant, avec son travail Apologia dell'ateismo, il s'oppose à Benito Mussolini et est compté parmi les partisans de Benedetto Croce, qui a écrit un manifeste contre le fascisme la même année. En 1927, il est mis en congé de son poste de maître de conférences et arrêté quelque temps en 1930. Enfin, il est démis de ses fonctions en 1934, après avoir publié un autre écrit critique.  
Il fut membre de la Franc-maçonnerie.
Sur sa pierre tombale, est écrit, en allusion à son opposition, Etiamsi omnes, ego non (Quand même tous, moi non).

## Œuvre traduite en français
- La philosophie de l'absurde, [« La filosofia dell'assurdo »], trad. de Patricia Farazzi et Michel Valensi, Paris, Allia Éditions, 1996, 234 p.  (ISBN 2-911188-05-5)
- Spinoza, [« Spinoza »], trad. de Marie-José Tramuta, Paris, Allia Éditions, 2014, 128 p.  (ISBN 978-2-84485-883-2)
- Lettres spirituelles d’un philosophe sceptique, [« Lettere spirituali »], trad. de Marie-José Tramuta, Paris, Allia Éditions, 2015, 176 p.  (ISBN 979-10-304-0030-4)
- Contre le travail, [« Il lavoro »], préface de Gianfranco Sanguinetti, trad. de Marie-José Tramuta, Paris, Allia Éditions, 2017, 144 p.  (ISBN 979-10-304-0479-1)
- Fragments d’une philosophie de l’erreur et de la douleur, du mal et de la mort, [« Frammenti d'una Filosofia dell'Errore e del Dolore del Male e della Morte »], trad. de Marie-José Tramuta & Francesca Salvarezza, Éditions Mimésis, coll. Italique, 2021, 153 p.  (ISBN 978-8869762543)

## Source
- (en) Cet article est partiellement ou en totalité issu de l’article de Wikipédia en anglais intitulé « Giuseppe Rensi » (voir la liste des auteurs).

- Notices d'autorité :   - VIAF
  - ISNI
  - BnF (données)
  - IdRef
  - LCCN
  - GND
  - Italie
  - CiNii
  - Espagne
  - Pays-Bas
  - Israël
  - NUKAT
  - Catalogne
  - Vatican
  - Australie
  - Tchéquie
  - Portugal
  - WorldCat
- Notices dans des dictionnaires ou encyclopédies généralistes :   - Brockhaus
  - Deutsche Biographie
  - Dictionnaire historique de la Suisse
  - Dizionario biografico degli italiani
  - Enciclopedia italiana
  - Enciclopedia De Agostini
  - Gran Enciclopèdia Catalana
  - Hrvatska Enciklopedija
  - Proleksis enciklopedija
  - Treccani